# Olga Ferri
Pour les articles homonymes, voir Ferri.
Olga Ferri (née le 20 septembre 1928 et morte le 15 septembre 2012 à Buenos Aires), est une danseuse et chorégraphe argentine.